# 웰스 선언

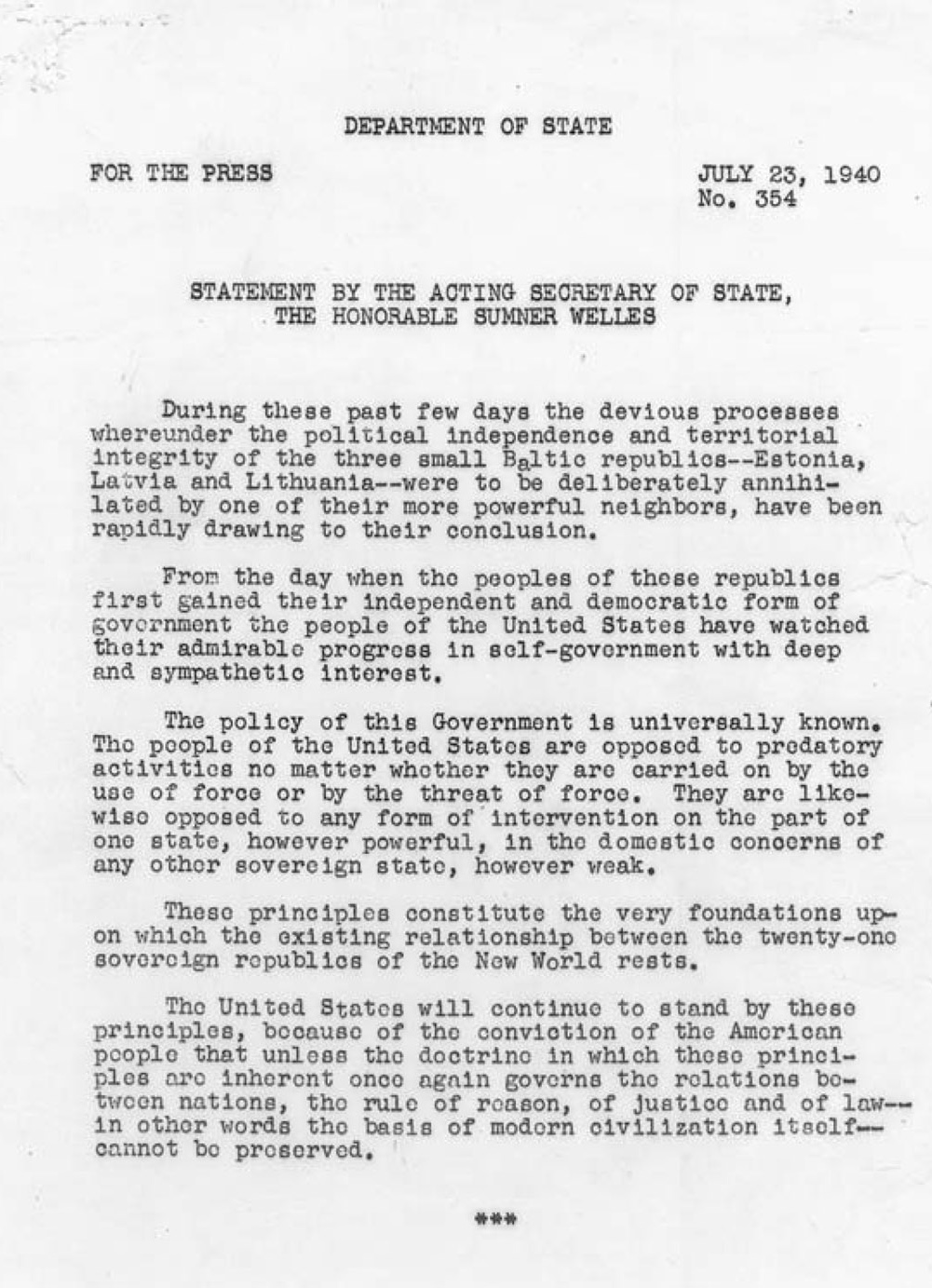
섬너 웰스 선언, 1940년 7월 23일

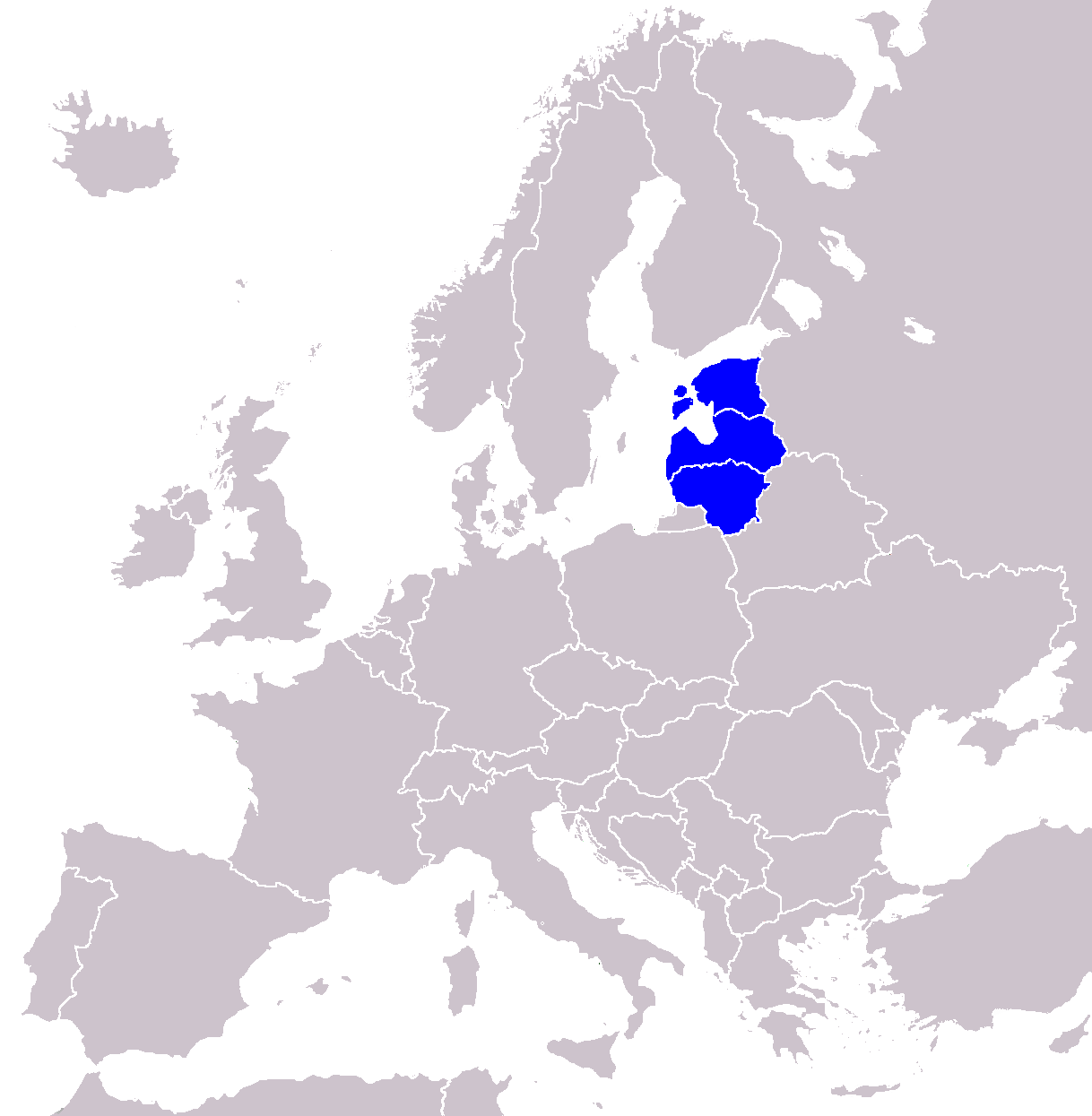
오늘날의 발트 3국

웰스 선언(Welles declaration)은 1940년 7월 23일 미국의 국무장관 대행 섬너 웰스가 발표한 외교 성명으로, 소련군이 1940년 6월 발트 3국인 에스토니아, 라트비아, 리투아니아를 점령한 것을 규탄하고, 이들의 소련으로의 병합을 외교적으로 국가승인하지 않는다는 내용을 담고 있다. 이는 무력으로 이루어진 국제 영토 변경을 인정하지 않는 1932년 스팀슨 독트린의 적용이며, 프랭클린 루스벨트 미국 대통령의 폭력적인 영토 확장에 대한 태도와 일치한다.
1940년 소련의 침공은 1939년 독일-소련 불가침 조약에 따른 것으로, 이 조약에는 나치 독일과 이오시프 스탈린의 소련이 독립 국가들을 분할하기로 합의한 비밀 의정서가 포함되어 있었다. 조약 체결 후, 소련은 1940년 여름 발트 3국을 병합하면서 일련의 최후통첩과 행동을 시작했다. 이 지역은 미국에게 전략적으로 중요성이 적었지만, 미국 국무부의 여러 공관이 이곳과 외교 관계를 맺고 있었다. 미국과 영국은 미래 전쟁 참여를 예상했지만, 미국의 불개입주의와 영국-소련의 동맹 가능성 때문에 발트 3국 문제에 대한 공개적인 비판은 보류되었다.
전후 국경 계획에 관심을 가졌던 웰스는 루스벨트로부터 더 강력한 공개 성명을 발표하여 더 큰 개입으로 나아갈 수 있는 지에 대해 허가받았다. 로이 헨더슨과 그 지역에 익숙한 다른 국무부 관리들은 행정부에 그곳의 상황을 계속 알렸고, 헨더슨, 웰스, 루스벨트는 협력하여 선언문을 작성했다.
이 선언은 병합을 50년간 인정하지 않는 정책을 수립했다. 이 문서는 1940년의 중요한 시기에 유럽에 대한 미국의 전반적인 정책에 큰 의미를 가졌다. 미국은 이 지역에서 소련과 군사적으로 개입하지 않았지만, 이 선언 덕분에 발트 3국은 독립적인 외교 공관을 유지할 수 있었고, 행정명령 8484는 발트 3국의 금융 자산을 보호했다. 그 핵심 내용은 이후의 모든 미국 대통령이 지지했고, 미국 의회가 결의안을 통과시켰다.

## 배경

### 19세기와 20세기 초
18세기 후반부터 20세기 초까지 러시아 제국은 현재의 발트 3국과 핀란드 지역을 병합했다. 이들의 민족 의식 운동은 힘을 얻기 시작했고, 제1차 세계 대전 이후 독립을 선언했다. 모든 국가들은 1920년대 초 국제연맹으로부터 승인을 받았다. 에스토니아 각성기, 라트비아 민족 각성, 리투아니아 민족 부흥은 독립 국가를 세우고 싶다는 소망을 표현했다. 전쟁 후, 세 나라는 독립을 선언했다. 리투아니아는 1918년 2월 16일 리투아니아 독립법으로 독립을 다시 확립했으며, 에스토니아는 1918년 2월 24일, 라트비아는 1918년 11월 18일 독립을 선언했다. 발트 3국은 종종 단일 그룹으로 인식되었지만, 언어와 역사가 다르다. 리투아니아는 1253년에 국가로 인정받았고, 에스토니아와 라트비아는 리보니아 연맹 (1243년 설립)이 지배하던 영토에서 생겨났다. 세 나라는 1921년에 국제연맹에 가입했다.
미국은 1922년 7월까지 발트 3국 모두에 실질적으로 완전히 독립을 승인했다. 승인은 우드로 윌슨의 민주당 행정부에서 워런 하딩의 공화당 행정부로의 전환기에 이루어졌다. 미국은 전간기 동안 이 지역에서 의미 있는 정치적 또는 경제적 계획을 후원하지 않았으며, 행정부는 이 국가들을 전략적으로 중요하게 여기지 않았지만, 세 국가 모두와 정상적인 외교 관계를 유지했다.
미국은 제1차 세계 대전 중 10만 명 이상이 사망했으며, 더 이상의 유럽 분쟁에 개입하는 것을 피하기 위해 고립주의 정책을 추구했다. 그러나 1932년, 헨리 L. 스팀슨 미국 국무장관은 1931년 일본의 만주 침공을 공식적으로 비판했으며, 그 결과로 나타난 스팀슨 독트린은 웰스 선언의 기초가 되었다.

### 제2차 세계 대전 발발

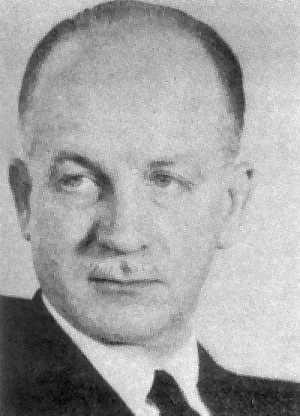
1940년 7월 당시 미국의 국무장관 대행을 맡은 섬너 웰스

제2차 세계 대전 발발 후 상황이 바뀌었다. 폴란드는 1939년 9월에 침공받았다. 영국이 개입했고, 1940년 봄 덴마크, 노르웨이 및 네덜란드에서 독일이 연승을 거두면서 긴장감이 높아졌다. 영국은 분명히 위협을 받고 있었고, 지도부는 소련과의 동맹 가능성을 논의했다. 이러한 상황에서 발트 3국 문제에 대한 영국의 직접적인 대결은 어려웠다.
루스벨트는 미국을 전쟁으로 이끌고 싶지 않았고, 1937년 격리 연설에서 이탈리아 왕국과 일본 제국의 침략을 간접적으로 비난했지만 반응은 엇갈렸다. 웰스는 그 점에서 더 자유로움을 느꼈고, 전후 국경 문제와 그러한 분쟁에 개입할 수 있는 미국 주도의 국제 기구 설립을 구상했다. 루스벨트는 웰스의 더 강력한 공개 성명을 미국 외교 정책에 대한 대중의 분위기를 시험하는 실험으로 보았다.
1939년 독일과 소련 간의 독일-소련 불가침 조약에 포함된 비밀 의정서는 에스토니아, 라트비아, 리투아니아를 소련의 영향권에 두었다. 1939년 후반과 1940년 초반에 소련은 발트 정부에 일련의 최후통첩을 보냈고, 이는 결국 불법적인 병합으로 이어졌다. 1940년 6월 약 3만 명의 소련군이 발트 3국에 진입했으며, 이어서 지도자와 시민들을 체포했다.
7월 중순에는 세 국가 모두에서 "인민 의회" 선거가 실시되었는데, 소련이 후원한 후보자 명단은 92.2%에서 99.2%의 득표율을 얻었다. 6월, 국무부의 존 쿠퍼 와일리는 발트 지역의 상황을 보고하는 암호화된 전보를 워싱턴에 보냈고, 이 보고서는 웰스에게 영향을 주었다. 미국은 7월 15일 행정명령 8389를 개정하여 발트 3국의 자산을 동결하고, 독일 점령국들과 같은 그룹으로 분류했으며, 비난하는 웰스 선언을 발표했다.

## 선언문 작성

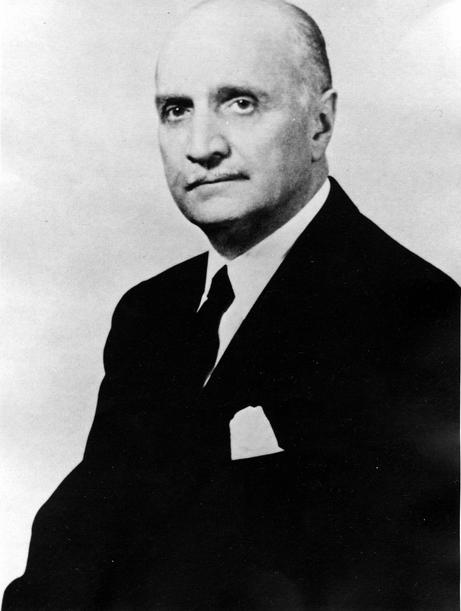
선언문 작성자 중 한 명인 로이 W. 헨더슨

웰스 선언은 로이 W. 헨더슨이 웰스와 루스벨트와 협의하여 작성했다. 웰스는 이후 대서양 헌장 작성에 참여하여 영토 조정은 해당 민족의 의지에 따라 이루어져야 한다고 명시했다. 그는 코델 헐이 아플 때 국무장관 대행을 점점 더 많이 맡았다. 국무부 유럽 담당 국장이었던 헨더슨은 라트비아인 여성과 결혼했다. 그는 제1차 세계 대전 후 리투아니아 카우나스에 미국 적십자사 사무실을 열었으며, 국무부 동유럽 부서에서 18년 동안 근무했다.
7월 23일 아침, 웰스는 헨더슨에게 "발트 3국 국민에 대한 공감과 소련의 행동에 대한 규탄을 표현하는" 보도 자료를 준비하도록 요청했다. 성명의 초기 초안을 검토한 후, 웰스는 초안이 충분히 강력하지 않다고 강조해서 말했다. 헨더슨 앞에서 웰스는 루스벨트에게 전화하여 초안을 읽어주었다. 루스벨트와 웰스는 초안을 강화해야 한다는 데 동의했다. 웰스는 몇 문장을 고쳐 쓰고 루스벨트가 제안했을 것으로 보이는 다른 문장들을 추가했다. 헨더슨에 따르면, "루스벨트 대통령은 소련이 발트 3국을 병합한 방식에 분개했으며, 웰스 차관이 이 문제에 대해 발표한 규탄 성명을 직접 승인했다." 선언은 당일 공개되었고 모스크바 주미 대사관에 전보로 보내졌다.

## 전문
성명서는 다음과 같았다.
지난 며칠 동안, 에스토니아, 라트비아, 리투아니아—이 세 발트 공화국의 정치적 독립과 영토 보전이 보다 강력한 인접국에 의해 교묘하게, 그러나 의도적으로 말살되는 과정이 급속히 마무리되어 가고 있다.

이들 공화국의 국민들이 독립을 이루고 민주적 정부를 수립한 이래, 미국 국민은 그들의 자치와 발전을 깊은 관심과 진심 어린 연대의 마음으로 지켜보아 왔다.

미합중국 정부의 정책은 명백하며, 전 세계에 잘 알려져 있다. 미국은 무력 또는 무력의 위협에 의한 약탈적 행위에 단호히 반대한다. 우리는 또한, 어떤 강대국이라 할지라도 약소국의 내정에 간섭하는 모든 형태의 개입을 용납하지 않는다.

이러한 원칙들은 신세계의 21개 주권 공화국 간에 맺어진 관계의 초석이며, 국제 질서의 정의로운 기반이다.

미합중국은 이 원칙들을 끝까지 고수할 것이다. 이는, 이러한 원칙들이 다시금 국가 간의 관계를 규정하지 않는 한, 이성과 정의, 그리고 법의 지배—즉 현대 문명의 근간—이 더 이상 유지될 수 없다는 것이 미국 국민의 확고한 신념이기 때문이다.

## 영향

### 제2차 세계 대전
웰스는 또한 미국 정부가 발트 3국의 외교부 장관들을 주권 정부의 특사로 계속 인정할 것이라고 발표했다. 한편, 국무부는 미국 대표들에게 "협의"를 위해 발트 3국에서 철수할 것을 지시했다. 1940년, 뉴욕 타임스는 이 선언을 "국무부가 수년 만에 발표한 가장 이례적인 외교 문서 중 하나"라고 평가했다.
선언은 이후 미국, 영국, 소련 사이 동맹에서 논란의 원인이 되었지만, 웰스는 끈질기게 선언을 옹호했다. 언론과의 대화에서 그는 소련이 "기록을 위해 침략 행위에 합법성을 부여하려는" 술책을 부렸다고 주장했다. 1942년 할리팩스 경 영국 대사와의 대화를 묘사한 각서에서 웰스는 병합을 지지하는 국민투표를 "조작된" 것으로 특징짓는 것을 선호했다고 언급했다. 1942년 4월, 그는 병합이 "모든 도덕적 관점에서 변명의 여지가 없을 뿐만 아니라 엄청나게 어리석다"고 썼다. 그는 발트 문제에서 어떤 양보라도 동폴란드 및 다른 지역에서의 추가 국경 분쟁으로 이어질 선례가 될 것이라고 해석했다.
전쟁이 격화되면서 루스벨트는 소련의 지원 필요성을 받아들였고 전후 영토 분쟁을 다루는 것을 꺼려했다. 1943년 테헤란 회담에서 그는 이오시프 스탈린에게 소련군이 발트 국가를 재점령할 때 "이 문제로 소련과 전쟁할 의도는 없다"고 "농담 삼아" 확신시켰다. 그러나 그는 "국민투표와 자결권의 문제"는 미국인들에게 매우 중요한 문제가 될 것이라고 설명했다. 1940년대 초 소련 대표들과의 동맹 추진 노력에도 불구하고, 웰스는 루스벨트와 윈스턴 처칠이 발트 3국의 독립에 대한 약속을 충분하지 않은 것을 위험하게 보았다.

### 전후
이 선언은 미국의 발트 3국 외교 정책을 1930년대 일본, 독일, 이탈리아의 강제 점령 지역을 인정하지 않는 스팀슨 독트린과 연결했다. 이는 독일 세력에 대한 균형추로서 강력한 러시아의 존재를 지지했던 우드로 윌슨 정책과는 다른 것이었다. 냉전 동안 발트 문제는 미국-소련 관계에서 지렛대로 사용되었다.
국제법 재판관 헤르쉬 라우터파흐트 경은 불인정 원칙의 기초를 ex injuria jus non oritur 원칙에 있다고 설명했다.
불인정의 이러한 해석은 국제법에 위배되는 행위는 무효이며 불법 행위자에게 법적 권리의 근원이 될 수 없다는 견해에 기초한다. 이러한 견해는 "문명국가에 의해 인정되는 일반적인 법 원칙" 중 하나를 국제법에 적용한다. ex injuria jus non oritur 원칙은 법학의 근본적인 격언 중 하나이다. 불법 행위는 원칙적으로 불법 행위자에게 법적 권리의 근원이 될 수 없다.

스팀슨 독트린과 마찬가지로 웰스 선언은 주로 상징적인 성격을 지녔지만, 행정명령 8484와 함께 실질적인 이점을 제공했다. 이는 여러 국가에 주재하는 발트 3국 외교 대표들이 운영 자금을 마련할 수 있도록 했고, 발트 국기를 게양하는 선박의 소유권을 보호했다. 이 정책을 수립함으로써 행정 명령은 약 12만 명의 전후 발트 3국 실향민이 소련으로 송환되는 것을 피하고 해외에서 독립을 주장할 수 있도록 했다.
발트 3국이 강제 병합되었다는 미국의 입장은 51년간 공식적인 입장이었다. 이후 대통령들과 의회 결의는 선언의 본질을 재확인했다. 드와이트 D. 아이젠하워 대통령은 1957년 1월 6일 미국 의회 연설에서 발트 3국의 독립권을 주장했다. 1975년 7월 헬싱키 협정을 확인한 후, 미국 하원은 협정이 발트 3국 주권에 대한 미국의 승인에 영향을 미치지 않을 것이라는 결의안을 통과시켰다.
1983년 7월 26일, 미국이 1922년에 발트 3국을 실질적으로 승인한 61주년에 로널드 레이건 대통령은 에스토니아, 라트비아, 리투아니아의 독립 승인을 재선언했다. 이 선언은 유엔에서도 낭독되었다. 1940년 소련의 발트 3국 점령 이후 51년 동안, 발트 3국을 언급하는 모든 미국 공식 지도와 출판물에는 소련의 점령을 미국이 인정하지 않는다는 내용이 포함되었다.
1980년대와 1990년대의 발트 3국의 독립 운동이 성공했고, 1991년 유엔은 세 국가를 모두 인정했다. 이들은 유럽 연합과 북대서양 조약 기구의 회원국이 되었다. 독립 이후의 이들의 발전은 일반적으로 포스트소련 국가들 중 가장 성공적인 것으로 평가된다.
선언 70주년을 맞아 힐러리 클린턴 미국 국무장관은 선언을 "자유와 민주주의라는 우리의 이상에 대한 각국의 헌신을 기리는 것"이라고 평했다. 2010년 7월 23일, 영어와 리투아니아어로 선언문이 새겨진 기념 명판이 리투아니아의 수도 빌뉴스에서 공식적으로 봉헌되었다.

## 같이 보기
- 케르스텐 위원회